# 포퓰리즘

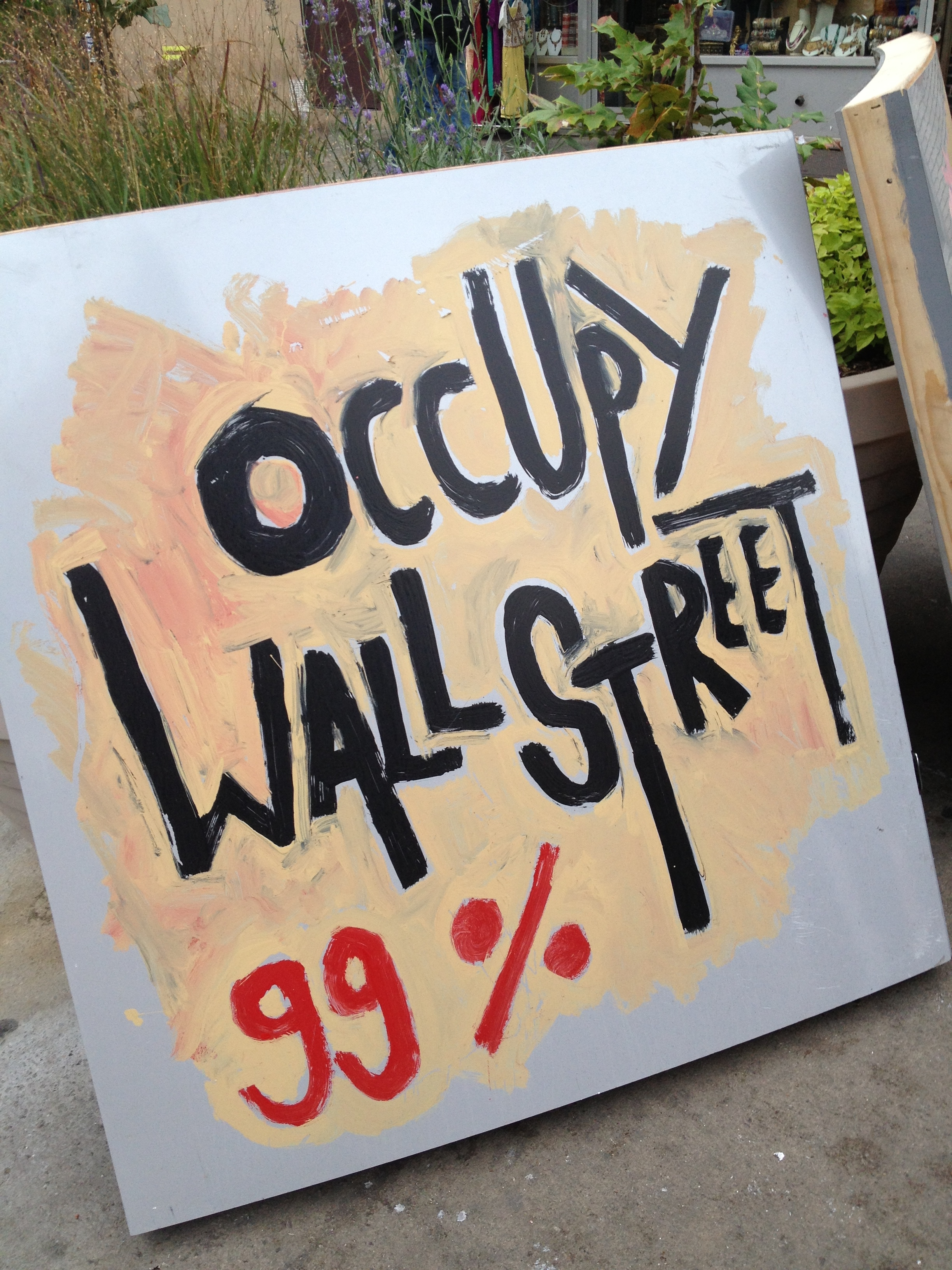
'"1 %"(엘리트)에 대한 "99 %"(대중)의 대항'이라는 어구로 대표되는 국제 Occupy 운동은 포퓰리스트 사회 운동의 대표적인 예시이다.

놀란 차트에 의해 정의 된 바와 같이, 포퓰리즘 (그리고 전체주의)은 왼쪽 아래에 있다.

포퓰리즘(populism)은 이데올로기 혹은 정치철학 으로서, "대중"과 "엘리트"를 동등하게 놓고 정치 및 사회 체제의 변화를 주장하는 수사법, 또는 그런 변화로 정의된다. 일반 대중을 동원하여 권력을 획득하고 지속적으로 유지하는 정치 시스템이자 대중의 인기에 영합하는 정치 형태이다. 캠브리지 사전은 포퓰리즘을 "보통사람들의 요구와 바람을 대변하려는 정치 사상, 활동"이라고 정의한다. 포퓰리즘은 라틴어 '포풀루스(populus)'에서 유래된 말로, 이는 '인민', '민중', '대중'이라는 뜻이다. 따라서 포퓰리즘은 '대중주의', '민중주의' 정도로 직역할 수 있는 말이다. 이는 '대중의 뜻을 따르는 정치행태'라는 점에서 쉽게 부정적인 의미로만 보기 어려우며 민주주의도 실은 포퓰리즘과 맥을 같이한다. 실제로 민주주의를 뜻하는 '데모크라시(democracy)'의 유래가 되는 '데모스(demos)' 역시 그리스어에서 '인민'을 뜻하는 말로, 포퓰리즘과 데모크라시의 차이는 기원이 되는 언어의 차이에 불과하다고도 설명된다.
'영국의 롱맨 사전은 '포퓰리스트'(Populist)를 부자나 기업가보다는 보통 사람들을 대변하는 자'로 가치중립적 의미로 정의하고 있다.
이브 메니(Yves Mény)와 이브 수렐(Yves Surel) 은 포퓰리즘의 특징을 세 가지로 정리하는데, 첫째, '인민'이 최고 가치를 지니며 '인민'을 통한 공동체 귀속감에 있어 수평적 구분 보다는 수직적 구분이 사용된다는 점과 둘째, 인민이 엘리트의 부패와 권력 남용으로 배신당했다는 주장이 제기된다는 점, 셋째, 현재의 엘리트가 인민을 위한 새로운 지도자로 대체되어야 한다고 요구한다는 점이 그것이다.
폴 태거트(Paul Taggart)는 포퓰리즘이 순수한 인민을 강조하기 위해 타자를 고안하고 적대한다고 주장한다. 결국 포퓰리즘은 인민 최우선과 인민과 적대하는 엘리트, 외국인, 부유층 등의 반인민적 집단의 구성이라는 두 가지 특징으로 종합된다. 여기서 인민은 역사적으로 언제나 전체가 아닌 일부가 되는데, 우파의 경우 지역, 혈통, 인종, 습속, 종교 등이 구심이 되어 극우 인종주의 및 외국인 혐오증으로 변하며, 이러한 실례로 히틀러가 예시되기도 한다. 좌파 포퓰리즘의 경우 인민은 아르헨티나 페론주의에서는 소작농이 되고 프랑스 푸자드주의(Poujadism)에서는 소시민이 되는 등 일반적으로 '민중'이라고 불리는 피지배층을 표상한다. 민주주의가 대중의 순수한 의지를 반영한다는 걸 감안할 때, 포퓰리즘은 좌우 이념을 가리지 않고 모두 나타날 수 있다.
포퓰리즘은 엘리트 특권층에 의해 착취당하는 일반인들의 문제를 해결하기 위한 정치적인 소통의 형태이다. 포퓰리즘을 주장하는 사람들의 주요 사상은 좌파, 우파, 혹은 중도일 수 있다. 이들의 목표는 부패한 지배적인 엘리트 계층(일반적으로 정치인)과 이들을 추종하는 군대(일반적으로 부유하고 영향력 있는 계층)에 맞서 부패하지 않은 일반인들을 단합시키는 것이다. 이들은 대중의 직접적인 행동에 의해 정치적이고 사회적인 목적이 가장 잘 이루어진다는 신념을 가지고 있다. 또한 이들은 주로 정치 제도가 잘 인식되지 못하고 있거나 두드러지는 경제나 사회적인 조건이 제공되고 있지 않다고 여겨지는 흐름에서 생겨나며, 이는 특정한 사회적 계층에 국한되지 않는다.
정당과 정치인들은 종종 포퓰리즘과 포퓰리스트라는 단어를 사용한다. 이러한 견해는 포퓰리즘을 단순히 정치적 스펙트럼을 통해 관심을 증진시키기 위한 추상적이고 비현실적인 제안으로 국민들과 공감하려는 것처럼 보이는 선동으로 보았다.
정치학자 카스 머드는 '많은 관찰자들은 포퓰리즘이 대의 민주주의에 내제되어 있기 때문에 결국 포퓰리스트들은 부패한 엘리트'에 대하여 '순수 인민'을 대비하고 있지 않는가?'라고 지적하였다.

## 학술적인 정의
역사적으로, 학술적인 포퓰리즘의 정의는 다양하고, 사람들은 주로 이 용어를 "민중", "선동" 그리고 "다양한 형태의" 정치의 매력을 나타내기 위해 잘못된 방식으로 사용되어 왔다. 또한 분류가 불분명한 정당들을 위한 상징처럼 쓰여왔다. '포퓰리즘'의 가치를 줄이기 위해 전통적으로 유지된 요인은 Margaret Canovan이 1981년 저술한 포퓰리즘 연구에서 언급했듯이, 포퓰리스트들은 그들 자신을 포퓰리스트라고 거의 부르지 않고, 그들이 포퓰리스트라고 불리면 거부하고, 사회주의나 보수주의적 성향이 강한 사람으로 여겨지는 것에 반대한다는 것이다.
최근 몇년 간, 학자들은 포퓰리스트의 식별과 비교를 가능하게 한 새로운 정의를 내렸다. Daniele Albertazzi와 Duncan McDonnell은 포퓰리즘을 권리와 가치, 자유를 빼앗거나 빼앗으려고 시도하는 엘리트 계층에 맞서는 덕이 있는 사람들을 구제하는 이념으로 정의 내렸다.
이 접근법은 포퓰리즘을 우익 포퓰리즘이 띠는 경향을 따르는 특정한 사회 기반, 경제적 프로그램, 이슈, 유권자의 시점으로 보기 보다는, 다른 이념의 부속물로 보기 보다는, 포퓰리즘 그 자체에 초점을 맞춘  Ernesto Laclau, Pierre-Andre Taguieff, Yves Meny와 Yves Surel과 같은 학자들의 접근법과 일치한다.
미국과 라틴 아메리카에서 포퓰리즘은 일반적으로 좌파와 관련이 있는 반면, 유럽 국가에서는 포퓰리즘이 우파와 더 관련되어있다. 이는 민주주의가 국민의 순수하고 정확한 의지를 반영해야한다는 포퓰리즘의 중심 교리가 좌우 모두의 이념으로 쉽게 적용될 수 있다는 것을 의미한다. 그러나 최근 수 십 년간 포퓰리스트 운동가들이 포퓰리즘은 좌파나 우파의 정치 스펙트럼에 기초를 두고 있다고 주장한 반면, 이러한 분류를 거부하고 “좌파”, “중도”, “우파”로 분리해서는 안된다고 주장한 지도자들도 있다.
몇몇 학자들은 권한을 부여하기 위해 조직된 포퓰리스트의 조직들이 공공의 문제를 해결하기 위해 서로 다른 사람들끼리 이뤄지는 상호작용의 구식 아리스토텔레스식 정치의 복귀를 나타낸다고 주장한다. 포퓰리즘은 다양한 당파의 시각을 가진 집단과 개인을 모으는 정치 형태 뿐만 아니라 좌파, 우파, 심지어 중도의 형태도 취해왔다. 1912년 존 샤프로트(John Schaffroth)와 특별한 콜로라도주 의회의 입법자들은 그 주의 대기업의 지배를 개혁하기 위해 콜로라도 코커스 (Colorado Caucus)를 창안하였다.
정치적 분야와는 다른 포퓰리즘 수사구의 예시는 존 에드워드의 2004년 민주당 활동에서 나온 “Two Americas”의 주제와 “월가를 점령하라” 시위의 기업의 탐욕에 반대하는 시각을 포함하고 있다. 포퓰리스트들은 일부 정치인들에 의해 민주적이며 사회에 긍정적인 영향력을 끼치는 사람처럼 보이는 반면, 일부 정치학자들은 포퓰리즘 활동이 비합리적이며 정치 활동을 불안정하게 만든다고 주장한다. 마가렛 카노반 (Margaret Canovan)은 이 양극의 주장이 모두 잘못되었다고 주장했고, 전 세계 포퓰리즘의 두 가지 주요 분야인 농업과 정치를 정의내리고 7개의 하위 항목들을 제시하였다.
농업
-19세기 후반 미국 인민당과 같은 급진적인 경제적 의견을 가진 농업인들의 운동.
-제1차 세계 대전을 따른 동유럽의 녹색 민병대와 같은 농민 운동.
-열심히 일하는 농민과 소작농들을 낭만적으로 묘사하고 러시아의 나로드니키와 같이 급진적인 농민 운동을 벌이는 지식인들.
정치
-대중적인 국민투표의 사용과 같은 개혁을 통한 정치참여의 요구를 포함한 포퓰리스트의 민주주의.
-국민들이 통일된 연합을 이루도록 비이념적으로 나타나는 정치인의 포퓰리즘
- Getúlio Vargas에 의해 설립된 정권과 같은 포퓰리즘식 독재 정권
학자들은 권위주의 운동에 가끔 포퓰리즘 요소가 드러난다고 주장하였다. 다양한 포퓰리스트들에 의해 고용된 음모론의 희생자들은 파시즘의 도래를 형성할 수 있다. 나치 포퓰리즘은 양 대전 사이의 파시즘과 상호작용하고 촉진되었다. 이때, 고통 받았던 중산층 포퓰리스트들이 나치 전 바이마르 시대의 대기업과 정부에 대한 분노를 동원하였다. 나치당은 포퓰리스트들의 형식과 주제들을 이용하고 선동, 희생. 음모를 포함한 이념적인 호소를 통해 선거구를 우익 성향으로 변질시켰다.
21세기로 접어들면서, 라틴아메리카 전역에 퍼져나가는 분홍색 물결은 권위주의와 포퓰리즘에 취약하였다. 라울 마드리드 뿐만 아니라, 스티븐 레비스키와 제임스 록스턴은 베네수엘라의 우고 차베스 대통령과 그의 동맹국들이 지배력을 얻기 위해 포퓰리즘을 이용하였으며 그들이 권력을 얻었을 때 권위주의 정권을 세웠다고 밝혔다. Weyland는 권력을 얻고 발휘하기 위해 사용되는 전략으로 이해되는 포퓰리즘은 본질적으로는 다원주의, 개방된 토론, 공정한 경쟁에 놓인 가치와 민주주의 사이의 역할을 하고 있다고 주장한다.

## 기원
호민관이던 그라쿠스 형제가 개혁을 위한 지지 확보를 위해 시민에게 땅을 나눠주고 밀도 시가보다 싸게 팔았는데 이것이 포퓰리즘의 기원이라는 설이 있다.
근대적인 의미의 포퓰리즘에 대해서는 1870년 러시아에서 전개된 '브나로드 운동'을 포퓰리즘의 시초로 보기도 한다. 브나로드는 민중 속으로 라는 뜻으로 당시 조선에도 영향을 끼쳤다. 러시아의 브나로드 운동은 자본주의 경제 구조를 깨뜨리고 러시아 농촌 사회의 전통적 공동체인 '미르(Mir)'를 근간으로 한 새로운 사회 건설을 꿈꿨다. 하지만 지식인 운동이라는 근본적 한계를 벗어나지 못한 채 농민들의 호응을 얻지 못했다.
한편, 어원을 기준으로 보자면 1891년 미국에서 결성된 인민당(People's Party)이 당원들을 포퓰리스트라고 부른 것이 뿌리가 됐다는 게 정설이다. 미국의 인민당은 누진소득세, 상원의원 직선제, 교통 및 통신에 대한 정부 규제, 거대 기업 간 담합 금지 등의 정책을 주장했다. 남부 농민들이 주축이 된 인민당은 기업가, 은행가, 대지주 등에 대항해 소농과 숙련 노동자들의 권익을 찾으려 했다. 인민당은 20년도 안 돼 해체되었지만 이들의 주장은 뒷날 민주당의 강령으로 흡수됐고 현재는 모두 실현됐다.
포퓰리즘의 개념 정립을 위해 1967년 런던 정치경제대학교에서 열린 학술대회를 통해 발간된 책에서 피터 워슬리(Peter Worsley)는 포퓰리즘이 러시아의 '나로드니키주의'(narodnichestvo)의 번역어임을 밝힘과 동시에 용례의 출처를 세 가지로 분류하여 설명하고 있는데, 러시아 나로드니키 운동을 비롯한 동유럽 민중운동과 19세기 말 미국 남부와 중서부에서 일어난 농민 자주권 운동, 1960년대 당시 아프리카, 아시아, 라틴 아메리카의 민중운동이 이에 해당한다.

## 현대의 포퓰리즘

### 베네수엘라
산유국인 베네수엘라는 1999년 우고 차베스의 21세기 사회주의 정권이 들어서면서 석유산업을 국영화하고 여기서 나온 돈을 무상복지에 투자하였다. 국유화 과정에서 미국은 베네수엘라의 석유를 지속적으로 수요할 수 없게 되었고, 그 결과 베네수엘라와 미국의 관계는 상당히 나빠져갔다. 결국 미국은 베네수엘라에 대한 대대적인 경제 제재를 감행하였고 동시에 국제 유가가 급락하여 경제성장률이 마이너스 10% 수준(베네수엘라의 수출 경제 비중에서 90% 이상을 차지하는 것이 원유 수출이다)으로 경제가 얼어붙고 엄청난 인플레이션이 뒤따랐다. 이를 감당하지 못한 정부가 사회주의식 가격 통제에 들어가자 소비재 기업은 생산품을 빼돌리거나 숨기는 식으로 대처하였고, 당연히 공급이 줄었다. 니콜라스 마두로는 생산품 처분권을 확보하기 위해 대대적인 국유화를 시행하려고 하고 있으나, 베네수엘라 자본주의 및 민주주의 정체(政體) 특성상 반대파의 저항이 극심할 것으로, 기업을 무상으로 몰수할 수 없으며, 유상으로 몰수하기 위해선 수많은 재정이 들어서 불가능하다. 이로 인해 식량과 생필품은 바닥이 났고 식량이 부족해 국민의 체중이 줄어드는 현상까지 생기고 있다. 국민은 이런 현상을 니콜라스 마두로 대통령의 이름을 붙여 ‘마두로 다이어트’로 부르고 있다.
거기에 민주주의 체제까지 압살하려는 집권 포퓰리즘 세력의 정치 음모까지 겹치면서 국가가 무너지기 직전의 상황이다. 베네수엘라 의회는 2015년 12월 총선으로 야당이 장악하고 있다. 그러자 친정권 성향의 대법원이 지난 3월 30일 별도로 지정한 기관이나 산하 헌법위원회가 의회의 입법권한을 대행하게 한다는 황당한 결정을 내렸다. 야권이 장악한 의회가 법률안 부결권을 행사해 정부 정책에 제동을 걸자 친정부 성향의 사법부가 의회의 입법권을 빼앗으려고 시도한 것이다. 야권은 이를 두고 독재를 위한 쿠데타라며 반발하고 있다. 사법부가 쿠데타를 벌인 셈이다.

### 브라질
브라질의 전 대통령 루이스 이나시오 룰라 다 실바는 빈민 출신에 저학력자로서 대통령이 되었고 그의 정책들은 포퓰리즘이라는 공격을 받았지만 퇴임 시 지지율이 80%에 달했다. 룰라의 대표적인 포퓰리즘 정책은 한 가족의 월 소득이 최저생계비에 미치지 못하면 정부가 현금을 주는 보우사 파밀리아(Bolsa Familia)정책이다. 이 같은 소득 보조 정책은 국가 재정을 고려하지 않는 선심성 정책이라는 비판을 받았었다. 하지만 당시 브라질은 절대 극빈층이 5천만명이고 5분마다 어린이 한 명이 기아로 죽는 상황이었다. 이런 상황에서 룰라는 사회적 약자를 위한 복지 정책을 현실화하기 위해 인플레이션 극복, 공무원 연금제도 개편, 외화보유액 확대, 계층 간 합의 도출, 조건부 빈곤층 지원 등의 개혁 정책을 추진했다. 그 결과 그의 임기 동안 브라질의 빈곤율(소득이 최저생계비에 미치지 못하는 가구의 비율)은 34%에서 22%로 떨어졌고 경제성장률은 집권 전 3.4%에서 7.5%까지 올랐다. 룰라 재임 8년간 브라질 국내총생산 성장률은 연평균 5% 전후를 기록했고, 총 GDP는 3배 넘게 커졌으며, 외환보유액은 10배 가깝게 늘었다. 물가 상승률은 12.5%에서 5.6%로 낮아졌다. 브라질은 채무국에서 채권국으로 전환하면서 세계 8위의 경제대국으로 급성장했고 룰라 정권의 포퓰리즘은 성공한 포퓰리즘으로 평가 받는다. 그러나 2014년부터 시작된 브라질의 불경기와, 2018년 룰라의 구속으로 인해서 룰라와 브라질 노동자당의 포퓰리즘적 정책은 다시 재평가받는 중이다.

### 일본
일본의 고이즈미 준이치로 정권도 성공한 포퓰리즘 정권으로 평가 받는다. 고이즈미는 언론을 통해 개혁을 추진하는 자신을 선, 반대하는 편을 악으로 모는 포퓰리즘 행태를 보였다. 하지만 퇴임 당시 50%가 넘는 이례적 지지율에서 보듯 그의 포퓰리즘은 일본국민들의 높은 지지를 받았다. 고이즈미는 일본 국민들이 정치권의 구태에 대해 큰 불만을 품고 있는 상황에서 자민당 파벌 정치 타파와 우정국 민영화와 같은 개혁정책을 추진해서 인기를 얻었다. 서울대 국제학대학원 박철희 교수는 고이즈미의 포퓰리즘은 기득권 타파라는 목표의식이 있었기에 일본 국민들에게 어필할 수 있었다고 말했다.

### 노르웨이
노르웨이 진보당은 유럽에서 가장 성공적인 우파 포퓰리즘 정당으로 평가받는다. 1972년 창당한 진보당은 이듬해 선거에서 5%의 지지율로 의회에 입성한 뒤 2005년 22.1%(38석)까지 세를 키웠다. 포퓰리즘 정당들이 보통 소외계층에 기댄 것과 달리 진보당은 세금이 많다고 느끼는 부유층과 이민자에 대한 피해의식이 있는 노동자층을 주로 파고들었다. 이들을 대상으로 세금인하, 국유재산의 민영화, 범죄에 대한 엄격한 형사처벌, 이민규정 강화, 후진국 개발 원조 중단 등의 강령을 제시했다. 특히 실업률 상승과 경제적 불평등에 대한 해법으로 노르웨이의 막대한 석유기금을 외국의 유가증권에 투자하지 말고 학교, 보건시설, 휘발유 보조금 등 복지정책에 쓰자는 주장을 제시했고 이것이 대중에게 먹혀들어갔다. 이러한 대중적 지지 때문에 종래의 정당들은 진보당의 정책을 일부 차용하기도 했다.

### 아르헨티나

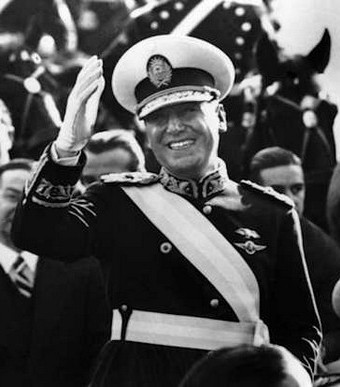
아르헨티나 대통령 후안 페론의 페론주의는 포퓰리즘 운동으로 여겨져 왔다.

아르헨티나의 사례는 종종 대한민국 언론에 인용된다. 대한민국 보수언론은 페론주의를 나라를 쇠퇴시킨 포퓰리즘의 시초로 해석해서 페론주의가 아르헨티나의 쇠퇴를 가져왔다고 본다. 대한민국 보수언론에 따르면 페론은 노조의 과도한 임금 인상 요구를 수용했고, 주요 기업 및 산업을 국유화하기도 했다.
하지만 1976년 쿠데타를 일으켜 페론 정부를 축출하고 집권한 군부정권(일명 국가재편성과정)이 도입한 신자유주의 정책의 폐해가 아르헨티나 경제위기의 주요 원인으로 지목되고 있다. 아르헨티나는 1970년대 초 라틴아메리카 지역에서는 이례적인 60%에 달하는 두터운 중산층이 있었으며, 빈곤율이 6% 정도에 그쳐 '남미의 유럽국가'로 일컬어졌다. 하지만 아르헨티나 군사정권은 무분별하게 외자 유치를 했고, 자신들의 집권에 협력한 다국적기업을 불러들였다. 어느 정도 실속을 챙긴 해외자본과 기업들이 썰물처럼 빠져나가 버리자 천문학적인 외채와 살인적인 인플레이션으로 인한 경제파탄이라는 비참한 결과를 가져왔다. 군사정권이 물러난 1983년 아르헨티나의 중산층은 완전히 붕괴됐으며, 실질실업률이 18%, 빈곤율이 40%로 치솟았다. 총 외채는 1978년 1백25억달러에서 1982년 4백36억달러로 급증했으며, 외채 상환을 위해 다시 외채를 끌어들이는 악순환은 이때부터 시작됐다.
페론주의가 아르헨티나의 산업화와 두터운 중산층 형성에 커다란 기여를 했다는 견해도 존재한다. 1949년부터 1976년까지 아르헨티나의 국민총생산은 127%의 성장을 기록했고, 개인소득은 232%가 증가했다. 페론은 가장 많은 산업투자를 단행했고, 아르헨티나가 농업국가에서 공업화로 가는 데 이바지 했다.
조지프 스티글리츠에 따르면 포퓰리즘이 2002년 아르헨티나 디폴트 위기를 초래했다는 시각은 잘못됐다. 아르헨티나 디폴트 위기는 1990년대 신자유주의 정책 실패로 인한 결과로 이해해야 한다. 1990년대 아르헨티나의 메넴 정부는 IMF의 권고에 따라 고정환율제도, 긴축재정정책, 고금리정책을 충실하게 따랐다. 1994년 말까지 아르헨티나 전체 공기업의 98%가 민영화됐고 총 4백억달러 상당의 외화가 유입됐다. 여기에다 메넴 대통령이 자국의 국제경쟁력을 무시한 채 1991년 미 달러화와 페소화의 교환비율을 1대1로 고정시킨 "태환 정책"을 쓰면서 페소화가 고평가되어, 막대한 무역적자에 직면하게 됐다. 최근 아르헨티나의 지식인들은 태환법, 민영화, 규제완화, 무역개방을 내용으로 하는 메넴 정부의 신자유주의가 아르헨티나 경제를 경제위기로 몰고 갔다는 연구결과를 내놓고 있다.
2003년 이후 집권한 네스토르 키르치네르 대통령과 그의 부인 크리스티나 페르난데스 대통령은 신자유주의를 거부하고 포퓰리즘 정책을 실시해 연 8~9% 경제성장률을 달성했으며, 아르헨티나를 디폴트 위기에서 탈출시켰다.

### 그리스
지난 2010년 중반부터 나타난 '유럽발 경제위기'로 세계는 또 하나의 위기를 겪었는데 그 단초가 바로 그리스다. 그리스는 2010년 하반기 IMF와 EU로부터 구제금융을 받는 등 경제가 파탄지경이다. 대한민국의 보수언론은 위기의 원인으로 포퓰리즘과 부패를 꼽았다.
그리스 복지의 문제는 연금 등 복지지출 대부분을 구세대에 지급한 데다 일부 힘 있는 직종이 연금 혜택을 차지한 데서 비롯된다는 주장도 있다. 일부 직종이 ‘낸 것보다 더 많이 돌려받는’ 불공정한 관행은 고쳐지지 않았다. 민간부문에서 일하는 국민들이 포함된 근로자사회보험기금(IKA)의 경우에는 자신이 낸 금액의 1.1배를 연금으로 받는 반면 공무원과 공공기관 종사자 등 공공부문은 연금기여액의 2~5배를 연금으로 돌려받고 있다.
하지만 그리스의 공공복지지출 비중은 GDP의 21.3%로, OECD 평균(19.3%) 수준에 불과하다. 그리스의 방만한 연금운영은 비판대상이지만, 실제로 국가재정에서 연금을 포함한 공공복지지출 비중은 높지 않다. 그리스는 가족주의가 강해 국가복지가 발달하지 못하면서 오히려 유럽 내에서 복지 수준이 뒤떨어진 나라에 속한다. 아테네대학 정경대학 예오르요스 파굴라토스 교수는 “유로존 내에서 그리스의 복지지출은 평균 수준이었지만 광범위한 탈세 때문에 안정적인 조세 기반을 갖지 못한 것이 부담이 됐다”며 “이는 복지뿐 아니라 그리스 공공부문 적자의 전반적인 문제”라고 말했다.
그리스 위기는 포퓰리즘이 아니라, 지나친 감세로 인한 세수 부족과 지속적인 경상수지 적자, 단일통화 체제, 부동산 거품 붕괴 등 전혀 다른 데 원인이 있다는 주장도 있다.
유로 단일 통화권 가입은 그리스 경제를 악화시켰다. 유로화 도입 이후 화폐가치가 상승하면서 수출 경쟁력은 더욱 떨어졌다. 저금리로 자금조달이 가능해지면서 정부는 해외에서 부채를 끌어와 만성적인 재정적자를 메우는 데 사용했다. 흘러온 자금은 부동산 산업으로 흘러가 거품 경제를 유발했다.
그리스의 재정은 그리스의 지하경제 총생산(GDP)의 25%에 이를 정도로 세금 누수가 심각한 상황에서도 그리스의 보수정당인 신민주주의당은 2004~2007년 법인세율을 35%에서 25%로 무려 10%포인트나 낮췄다. 개인소득세율의 면세점을 높여 세금을 내지 않는 사람들을 늘린데다 친척 간 부동산 상속세 폐지 등 여러 감세정책을 폈다. 이 때문에 세입이 지출을 따라잡지 못하는 구조가 고착화됐다. 2004~2009년 총리를 맡은 신민주주의당 대표 코스타스 카라만리스가 집권하는 동안 감세 조치와 부정부패로 인해 그리스 정부부채는 두 배로 늘었다.

## 유럽에서의 역사
포퓰리즘이라는 단어는 ‘인민’이라는 의미를 가진 라틴어 ‘populus’에서 파생된 것이다. 그래서 포퓰리즘은 대중이 이끄는 정부를 지지한다. 이는 대중에 비해 소수의 특별한 계층이 이끄는 정부를 지지하는 이념인 귀족 정치, 신앙 정치 또는 권위주의와는 대조적이다.
포퓰리즘은 역사에서 공통적으로 일어난 현상이였다. 대중주의자들은 포퓰리즘으로 유명한 지지자들의 로마 원로원의 비공식 당파였다. 그들은 로마의 대중을 이용하여 통치를 하려고 시도하였다. 이들 중 가장 잘 알려진 인물들은 티 베리우스 그래 커스, 가이우스 마리우스, 율리우스 카이사르, 카이사르 아우구스투스였으며 이들은 결국 로마 원로원을 우회하고 대중에게 직접적으로 호소하기 위해 국민투표를 사용하였다.
근대시대
포퓰리즘은 개혁 기간 동안 발생했는데, 재세례 교도와 같은 개신교 단체는 농부들이 스스로 성경을 읽을 수 있는 이상적인 신정주의 사회에 대한 의견을 형성하였다. 독일 농민 전쟁 (1524-1525)과 뮌스터 폭동 (1534-1535)에서 이러한 사회를 세우려는 시도가 있었다. 농민운동은 궁극적으로 귀족들이 큰 규모의 군대를 통해 그들만의 평화를 얻으며 실패하였다.
이와 같은 상황은 영국 남북전쟁이라고도 알려진 영국 혁명(1642-1651)에도 기여하였다. 상황은 영국의 농민, 자영업인, 노동인들 사이의 이념과 정치적 운동의 확산을 이끌었다. 이 집단중 상당수는 정의롭지 못한 독단적인 개신교였다. 청교도와 평등론자들도 이들에 속한다.

## 미국에서의 포퓰리즘
미국에서의 포퓰리즘은 우익과 좌익 공히 사용되고 있다.  둘 모두 엘리트에 대한 반감을 갖고 있으며, 우파는 정부고위 관료에 대한 반감이 강하고, 좌파는 부자나 대기업의 CEO에 대하여 반감을 갖고 있다.

### 우익/보수 우파의 포퓰리즘
보수 우파의 포퓰리즘의 대표적인 예는 티파티 운동을 들 수 있다.  우익은 주로 전통적인 기독교와 기독교 문화에 근거를 두고, 유럽문화에 뿌리를 두고 그들 중심의 전통을 중심으로 이해관계를 갖는다.

### 좌익/좌파의 포퓰리즘
좌파의 대표적인 인물로 버니 샌더스를 들 수 있다.  그는 정부의 권한을 확대하여, 재정적으로 보다 광범위한 복지 혜택을 주도록 함으로 모든 이에게 혜택이 가야 하며, 특히 의료보험제도의 개혁을 강조하였다.

## 대한민국에서의 포퓰리즘 논란
포퓰리즘이 본격적으로 특정 정치나 정책의 성격을 규정하는 데 사용된 것은 1997년 대선에서 당선된 김대중 당선자가 출연한 KBS 방송 프로그램에 대해 조선일보 류근일 논설위원이 쓴 칼럼에서다. 당시 류근일은 포퓰리즘을 일종의 대중 인기에 영합하려는 정치인의 이미지 전략이라는 의미로 규정했다. 그 이후 지금까지도 대한민국에서 포퓰리즘은 "정책의 현실성이나 가치판단, 옳고 그름 등 본래 목적을 외면하고 대중적 인기에만 영합해 목적을 달성하려는 정치 행태", "인기영합주의", "대중추수주의" 등과 같은 부정적인 의미로 사용되고 있다. 예를 들면, 부산교대 김정래 교수는 포퓰리즘을 "일반 대중의 인기에 영합하는 정치행태"로, "정책의 현실성이나 가치 판단, 옳고 그름 등의 목적을 외면하고 인기에 영합해 정책의 일관성과 실효를 망각하는 정치 행태"로 정의하였다.

일각에서는 "포퓰리즘"이라는 용어에 대한 오남용이 심각한 수준에 이르고 있다는 지적이 제기되고 있다. 정당한 정책대결 보다는 포퓰리스트라는 낙인을 찍어서 상대를 공격하고 정책의 타당성에 대한 논의는 실종된다는 것이다. 즉 상대방의 정책에 대한 합리적인 논쟁이나 검증을 정치적 수사로 매몰시킨다는 점에서 무분별한 포퓰리즘 공격 역시 또 하나의 '선동정치'라는 지적이다.
- 한국매니페스토실천본부의 이광재 사무총장은 "친서민 복지 정책에 유권자들이 관심을 갖기 시작하면서 대중 정치에 익숙하지 못한 기성 정치인들이 대중들로부터 인기를 모으는 정치인들을 포퓰리즘이라는 딱지를 붙여 공격하고 있다"고 분석했다. 특히 국민에게 필요한 복지정책을 포퓰리즘으로 매도하거나 이념대결로 몰아가는 행태는 심각하다는 지적이 제기되고 있다. 예컨대 지난 선거에서 여야가 모두 공약했던 반값등록금이나 무상급식과 같은 정책을, 그 재원 마련 대책에 관한 건설적 논쟁은 제쳐두고 다짜고짜 소위 포퓰리즘으로 모는 것은 문제라는 것이다. 한국조세연구원의 라영재 교수는 포퓰리즘이라고 공격하려면 명확한 근거를 제시해야 한다고 말하고, 포퓰리즘이라는 용어를 남용하는 최근 정치권의 행태는 과거 무조건 상대방을 '빨갱이'로 몰았던 상황과 너무나 유사하다면서 "이제 제발 포퓰리즘이라는 말은 그만 썼으면 좋겠다"고 말했다.[7]
- 한국일보의 이준희 논설위원 역시 최근의 포퓰리즘 논쟁에 대해 "모든 사안을 보수우파, 진보좌파 간 이념대립으로 치환해버리는 고질"이 도진 것이라고 말한다. 이미 부정적 이미지가 덧씌워진 포퓰리즘이라는 용어를 사용한 논쟁은 접점을 모색하기 보다는 처음부터 사악한 대상을 상정한 선악의 공방이 되며, 이래선 어떤 발전적 합의도 기대하기 어렵다는 것이다. 그는 다수의 지배를 뜻하는 민주주의도 실은 포퓰리즘에 기반한 이념이라는 점에서 포퓰리즘을 반드시 부정적으로 볼 수는 없다고 지적했다. 페론주의로 인해 부정적 이미지가 생겨났지만 성공한 포퓰리즘으로 평가 받는 브라질의 룰라 정권의 사례에서 보듯 포퓰리즘에 원죄를 씌우는 것은 타당하지 않다는 것이다. 그는 경제규모에 비해 초라한 복지재정을 두고 복지과잉 운운하는 건 온당치않다는 점을 지적하고, 부질없는 포퓰리즘 논쟁을 생산적 복지 논의로 바꿔야 한다고 말했다.[19]
- 한겨레신문의 곽병찬 논설위원은 포퓰리즘이라는 말은 정치적이고 선동적이라고 주장한다. 그는 최근 "족벌언론"과 전경련까지 가세한 포퓰리즘 공세가 기승을 부리고 있다고 주장했다. 그러면서 그런 "공세"에 대해, 훨씬 더 큰 재원이 드는 유아무상교육과 같은 정책은 놔두고 한 끼 밥 먹이는 무상급식으로 나라가 거덜날 것처럼 호들갑을 떠는 것은 억지라고 주장했다. 또한 반값 등록금이나 반값 아파트 공약을 한나라당이 처음 제기하고 공약으로 제시했을 때 "족벌언론", 전경련 어느 누구도 포퓰리즘이라 비난하지 않았으면서 학생과 시민사회가 들고일어나고, 정치권이 이 문제를 전향적으로 검토하게 되자 비로소 공격하기 시작했다면서 이런 걸 보면, 이들에게 포퓰리즘이란 그저 자신의 정치적 반대세력과 시민사회의 요구를 따르는 것에 대한 공격일 뿐이며 이는 선동이고 독선이라고 주장했다.[38]
- 한편 다수의 국민들도 포퓰리즘 논란에 대한 지식인들의 이러한 비판적 시각과 마찬가지로 포퓰리즘 논쟁을 정쟁으로 보고 있는 것으로 나타났다. 서울경제신문은 2011년 8월 1일 실시한 설문조사 결과 '복지 포퓰리즘'의 성격을 묻는 질문에 응답자의 50.3%가 '합리적인 논쟁과 검증이 아니다', 41.1%가 "합리적인 논쟁과 검증이다"라고 답해 국민 다수가 '포퓰리즘=정쟁'이라는 인식을 가진 것으로 나타났다고 보도했다.[39]

## 같이 보기
- 개인숭배
- 군중에 호소하는 논증
- 데마고기
- 룸펜 프롤레타리아
- 반지성주의
- 복지국가
- 실용주의
- 반엘리트주의
- 우익 대중주의
- 좌익 대중주의
- 중우정치
- 포풀라레스